# Ardahan (province)
Pour la région, voir Ardahan.
La province d'Ardahan est une des 81 provinces (en turc : il, au singulier, et iller au pluriel) de la Turquie. Cette province est située au nord-est de la Turquie et a une frontière commune avec la Géorgie et l'Arménie.
Sa préfecture (en turc : valiliği) se trouve dans la ville éponyme d'Ardahan.

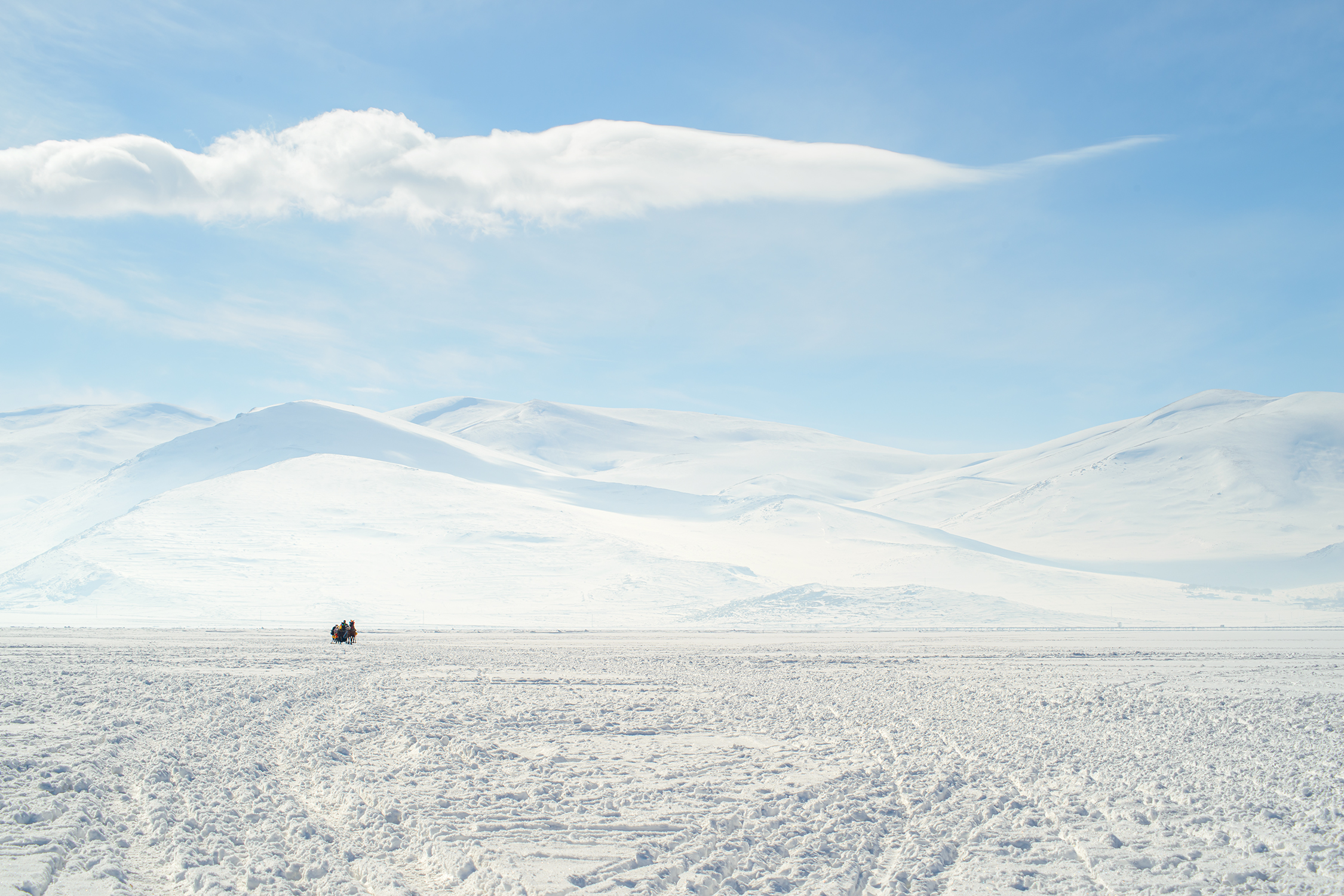
Lac Çıldır

## Histoire
En 1068, les Turcs Seldjoukides s'établissent dans la région suivies en 1124 par les Turcs Coumans venus des régions bordant le fleuve de la Volga en Russie. En 1267, les Meskhètes fondent une dynastie localisée à Akhaltsikhe en Géorgie puis sont renversées en 1578 par les Turcs Ottomans.
En 1878, après la guerre russo-turque de 1877-1878, la région est intégrée au sein de l'Empire russe, dans l'Oblast de Kars. De 1918 à 1921 elle fait la région fait partie de la République démocratique de Géorgie. À la suite de la Première Guerre mondiale, la province est octroyée à la Turquie en 1921 avec le traité de Kars.

## Géographie
La superficie de la province d'Ardahan est de 5 661 km2. La province d'Ardahan est également connue pour être l'une des provinces les plus froides de Turquie avec des températures qui atteignent parfois les -20 degrés.

## Population
Au recensement de 2017, la province est peuplée de 97 096 habitants.
| 2000    | 2001    | 2002    | 2003    | 2004    | 2005    | 2006    | 2007    | 2008    |
| ------- | ------- | ------- | ------- | ------- | ------- | ------- | ------- | ------- |
| 122 409 | 121 305 | 119 993 | 118 590 | 117 178 | 115 750 | 114 283 | 112 721 | 112 242 |

| 2009    | 2010    | 2011    | 2012    | 2013    | 2014    | 2015   | 2016   | 2017   |
| ------- | ------- | ------- | ------- | ------- | ------- | ------ | ------ | ------ |
| 108 169 | 105 454 | 107 455 | 106 643 | 102 782 | 100 809 | 99 265 | 98 335 | 97 096 |

| 2018   | 2019   | 2020   | 2021   | 2022   | 2023   | - | - | - |
| ------ | ------ | ------ | ------ | ------ | ------ | - | - | - |
| 98 907 | 97 319 | 96 161 | 94 932 | 92 481 | 92 819 | - | - | - |

## Administration
La province est administrée par un préfet (en turc : vali).

## Subdivisions
La province est divisée en 6 districts (en turc : ilçe, au singulier) :
- Ardahan
- Çıldır
- Damal
- Göle
- Hanak
- Posof

## Économie
Historiquement l'économie locale est liée à l'élevage et à l'agriculture mais elle a été dynamisée depuis la construction de l'oléoduc Bakou-Tbilissi-Ceyhan notamment dans les domaines du bâtiment, de la sidérurgie, de la maintenance et de la sécurité.